# Соммарёй
Соммарёй (норв. Sommarøy) — населённый остров в западной части коммуны Тромсё в фюльке Тромс, Норвегия. Он расположен примерно в 36 км к западу от города Тромсё и является популярным местом отдыха для туристов из-за своих белых песчаных пляжей и красивых пейзажей. Остров соединён с соседними островами Сёр-Квалёй и Хиллесёй двумя мостами. Площадь острова составляет 0,9 км2.
Одноимённая рыбацкая деревня Соммарёй охватывает часть острова, а также часть соседнего острова Хиллесёй и множество мелких близлежащих островов. Деревня занимает площадь в 0,41 км2, её население составляет 304 человек (2022 год), плотность населения — 748 чел/км2. Деревня является типичной рыбацкой деревней с большим количеством местных рыболовецких судов и предприятий по переработке рыбы. Туризм также имеет важное значение для острова. В Соммарёй есть рыбный рынок, гавань, школа, детский сад, центр обслуживания лодок, почта, магазин, банк, мастерская и отель с морскими хижинами.
Изначально место поселения было на соседнем острове Хиллесёйа, где была расположена старая церковь, в конце 1800-х годов перенесенная в Бреннсхольмен на острове Сёр-Квалёй. В самом городе Соммарёй первые постоянные жители появились в 1830-х годах, в основном рыбаки и торговцы. Однако остров использовался для летнего выпаса коров жителей соседнего острова Хиллесёйа ещё в 17-м веке, отчего и получил своё название. А в соседнем городе Бреннсхольмен обнаружены находки, относящиеся к железному и каменному векам.

## Часовой пояс
Ввиду того, что остров расположен к северу от Полярного круга, в период с середины мая по конец июля (примерно 69 дней подряд) на острове наблюдается Полярный день. С ноября по январь наступает обратный период — полярные ночи, когда солнце совсем не поднимается.
В июне 2019 года Innovation Norway запустила неоднозначную маркетинговую кампанию, которую некоторые называли «фейковой новостью». Согласно заявлению компании, жители Соммарёя якобы выступили с инициативой сделать остров первой «зоной вне времени» в мире, подав петицию в правительство Норвегии с просьбой отменить стандартное гражданское время. История получила широкое освещение: она появилась в более чем 1650 статьях с потенциальным охватом до 1,2 миллиарда человек. При этом общий медийный эффект оценили в 11,4 миллиона долларов США, тогда как затраты на кампанию составили менее 60 000 долларов.

## Галерея
- Вид на острова Соммарёй и Хиллесёйа (соответственно, ближний и дальний острова близ центра фото)
- Вид на юг с острова Хиллесёйа
- Вид с острова Хиллесёйа на Соммарёй
- Дорожный знак в Сандвика
- Песчаный пляж на Соммарёй